# ينس هارتيل
ينس هارتيل (بالألمانية: Jens Härtel)‏ هو لاعب كرة قدم ومدرب كرة قدم ألماني في مركز الدفاع، ولد في 7 يونيو 1969 في روخليتس في ألمانيا. لعب مع ساتشسين لايبزيغ ولوكوموتيف لايبزيغ ونادي ماغديبورغ ويونيون برلين.

## وصلات خارجية
- ينس هارتيل على موقع قاعدة بيانات كرة القدم.إي يو (الإنجليزية)
- ينس هارتيل على موقع بيانات كرة القدم. دي إي (الألمانية)
- ينس هارتيل على موقع عالم كرة القدم.نت (الإنجليزية)